# Xintang (sockenhuvudort i Kina, Hunan Sheng, lat 29,00, long 113,03)
Xintang (kinesiska: 新塘, 新塘乡) är en sockenhuvudort i Kina. Den ligger i provinsen Hunan, i den södra delen av landet, omkring 90 kilometer norr om provinshuvudstaden Changsha. Antalet invånare är 10 604. Befolkningen består av 5 238 kvinnor och 5 366 män. Barn under 15 år utgör 20,0 %, vuxna 15-64 år 64 %, och äldre över 65 år 14,0 %.
Runt Xintang är det tätbefolkat, med 369 invånare per kvadratkilometer. Närmaste större samhälle är Rongjiawan, 17,9 km norr om Xintang. Trakten runt Xintang består till största delen av jordbruksmark.
Genomsnittlig årsnederbörd är 1 879 millimeter. Den regnigaste månaden är maj, med i genomsnitt 312 mm nederbörd, och den torraste är oktober, med 57 mm nederbörd.